# Chef d'état-major des armées (États-Unis)
Le chef d'état-major des armées des États-Unis (en anglais : Chairman of the Joint Chiefs of Staff, CJCS) est, de par la loi, l'officier militaire de rang le plus élevé des Forces armées des États-Unis. Comme son titre anglais l'indique mieux, il préside le comité des chefs d'état-major des quatre armées principales. Il est également le principal conseiller militaire du président des États-Unis.
Il préside les réunions et coordonne les efforts du Joint Chiefs of Staff (JCS). Le chef d'État-Major des armées a ses bureaux au Pentagone et siège au Conseil de sécurité nationale.
Bien que la fonction du chef d'État-Major des armées des États-Unis soit importante et prestigieuse, ni le président du Joint Chiefs of Staff (c’est-à-dire le chef d'État-Major des armées) ni son vice-président ni le Joint Chiefs of Staff lui-même dans son ensemble n’exercent un commandement direct ou indirect sur les unités combattantes.

## Responsabilités et fonctionnement

### Historique de la fonction
Le Fleet Admiral William D. Leahy de l'US Navy servit comme Chief of Staff to the Commander in Chief du 20 juillet 1942 au 21 mars 1949. Il présidait les réunions de ce qui était alors appelé le Joint Chiefs of Staff. Son poste était en quelque sorte le poste précurseur de celui du Chairman of the Joint Chiefs of Staff créé en 1949.
Le Goldwater-Nichols Act de 1986 révisa son rôle en faisant notamment de son titulaire un conseiller du président.

## Titulaires

### Chef d'état-major du commandant en chef
| Portrait            | Nom                                  | Branche            | Début           | Fin          | Durée                   | Supérieurs ministériels | Supérieurs ministériels  | Supérieurs ministériels | Président             |
| Portrait            | Nom                                  | Branche            | Début           | Fin          | Durée                   | Secrétaire à la Guerre  | Département de la Marine | Secrétaire à la Défense | Président             |
| ------------------- | ------------------------------------ | ------------------ | --------------- | ------------ | ----------------------- | ----------------------- | ------------------------ | ----------------------- | --------------------- |
|                     | Amiral de la flotte William D. Leahy | United States Navy | 20 juillet 1942 | 21 mars 1949 | 6 ans, 8 mois et 1 jour | Henry L. Stimson        | Frank Knox               |                         | Franklin D. Roosevelt |
| James V. Forrestal  | Amiral de la flotte William D. Leahy | United States Navy | 20 juillet 1942 | 21 mars 1949 | 6 ans, 8 mois et 1 jour | Henry L. Stimson        |                          |                         | Franklin D. Roosevelt |
| Robert P. Patterson | Amiral de la flotte William D. Leahy | United States Navy | 20 juillet 1942 | 21 mars 1949 | 6 ans, 8 mois et 1 jour | Harry S. Truman         |                          |                         |                       |
| Kenneth C. Royall   | Amiral de la flotte William D. Leahy | United States Navy | 20 juillet 1942 | 21 mars 1949 | 6 ans, 8 mois et 1 jour | Harry S. Truman         | James V. Forrestal       |                         |                       |

### Chef d'état-major des armées
| Portrait | Portrait                        | Nom                          | Branche                               | Début                              | Fin                        | Durée                      | Secrétaire à la Défense    | Président                  |
| -------- | ------------------------------- | ---------------------------- | ------------------------------------- | ---------------------------------- | -------------------------- | -------------------------- | -------------------------- | -------------------------- |
| 1        |                                 | Général Omar Bradley         | United States Army                    | 19 août 1949                       | 15 août 1953               | 3 ans, 11 mois et 27 jours | Louis A. Johnson           | Harry S. Truman            |
| 1        | George C. Marshall              | Général Omar Bradley         | United States Army                    | 19 août 1949                       | 15 août 1953               | 3 ans, 11 mois et 27 jours |                            | Harry S. Truman            |
| 1        | Robert A. Lovett                | Général Omar Bradley         | United States Army                    | 19 août 1949                       | 15 août 1953               | 3 ans, 11 mois et 27 jours |                            | Harry S. Truman            |
| 1        | Charles Erwin Wilson            | Général Omar Bradley         | United States Army                    | 19 août 1949                       | 15 août 1953               | 3 ans, 11 mois et 27 jours | Dwight D. Eisenhower       |                            |
| 2        | Charles Erwin Wilson            |                              | Amiral Arthur W. Radford              | United States Navy                 | 15 août 1953               | 15 août 1957               | Dwight D. Eisenhower       | 4 ans                      |
| 3        |                                 | Général Nathan F. Twining    | United States Air Force               | 15 août 1957                       | 30 septembre 1960          | 3 ans, 1 mois et 15 jours  | Dwight D. Eisenhower       | Neil H. McElroy            |
| 3        | Thomas S. Gates, Jr.            | Général Nathan F. Twining    | United States Air Force               | 15 août 1957                       | 30 septembre 1960          | 3 ans, 1 mois et 15 jours  | Dwight D. Eisenhower       |                            |
| 4        |                                 | Général Lyman Lemnitzer      | United States Army                    | 1er octobre 1960                   | 30 septembre 1962          | 1 an, 11 mois et 29 jours  | Dwight D. Eisenhower       |                            |
| 4        | Robert McNamara                 | Général Lyman Lemnitzer      | United States Army                    | 1er octobre 1960                   | 30 septembre 1962          | 1 an, 11 mois et 29 jours  | John F. Kennedy            |                            |
| 5        | Robert McNamara                 |                              | Général Maxwell D. Taylor             | United States Army                 | 1er octobre 1962           | 1er juillet 1964           | John F. Kennedy            | 1 an et 9 mois             |
| 5        | Robert McNamara                 | Lyndon B. Johnson            | Général Maxwell D. Taylor             | United States Army                 | 1er octobre 1962           | 1er juillet 1964           |                            | 1 an et 9 mois             |
| 6        | Robert McNamara                 |                              | Général Earle Wheeler                 | United States Army                 | 3 juillet 1964             | 2 juillet 1970             | 6 ans                      |                            |
| 6        | Clark M. Clifford               |                              | Général Earle Wheeler                 | United States Army                 | 3 juillet 1964             | 2 juillet 1970             | 6 ans                      |                            |
| 6        | Melvin R. Laird                 | Richard Nixon                | Général Earle Wheeler                 | United States Army                 | 3 juillet 1964             | 2 juillet 1970             | 6 ans                      |                            |
| 7        |                                 | Richard Nixon                | Amiral Thomas H. Moorer               | United States Navy                 | 2 juillet 1970             | 1er juillet 1974           | 4 ans                      | Elliot Richardson          |
| 7        | James R. Schlesinger            | Richard Nixon                | Amiral Thomas H. Moorer               | United States Navy                 | 2 juillet 1970             | 1er juillet 1974           | 4 ans                      |                            |
| 8        |                                 | Richard Nixon                | Général George S. Brown               | United States Air Force            | 1er juillet 1974           | 20 juin 1978               | 3 ans, 11 mois et 19 jours |                            |
| 8        | Gerald Ford                     |                              | Général George S. Brown               | United States Air Force            | 1er juillet 1974           | 20 juin 1978               | 3 ans, 11 mois et 19 jours |                            |
| 8        | Donald Rumsfeld                 |                              | Général George S. Brown               | United States Air Force            | 1er juillet 1974           | 20 juin 1978               | 3 ans, 11 mois et 19 jours |                            |
| 8        | Harold Brown                    | Jimmy Carter                 | Général George S. Brown               | United States Air Force            | 1er juillet 1974           | 20 juin 1978               | 3 ans, 11 mois et 19 jours |                            |
| 9        | Harold Brown                    | Jimmy Carter                 |                                       | Général David C. Jones             | United States Air Force    | 21 juin 1978               | 18 juin 1982               | 3 ans, 11 mois et 28 jours |
| 9        | Caspar Weinberger               | Ronald Reagan                |                                       | Général David C. Jones             | United States Air Force    | 21 juin 1978               | 18 juin 1982               | 3 ans, 11 mois et 28 jours |
| 10       | Caspar Weinberger               | Ronald Reagan                |                                       | Général John W. Vessey Jr.         | United States Army         | 18 juin 1982               | 30 septembre 1985          | 3 ans, 3 mois et 12 jours  |
| 11       | Caspar Weinberger               | Ronald Reagan                |                                       | Amiral William J. Crowe, Jr.       | United States Navy         | 1er octobre 1985           | 30 septembre 1989          | 4 ans                      |
| 11       | Frank Carlucci                  | Ronald Reagan                |                                       | Amiral William J. Crowe, Jr.       | United States Navy         | 1er octobre 1985           | 30 septembre 1989          | 4 ans                      |
| 11       | Dick Cheney                     | George H. W. Bush            |                                       | Amiral William J. Crowe, Jr.       | United States Navy         | 1er octobre 1985           | 30 septembre 1989          | 4 ans                      |
| 12       | Dick Cheney                     | George H. W. Bush            |                                       | Général Colin Powell               | United States Army         | 1er octobre 1989           | 30 septembre 1993          | 4 ans                      |
| 12       | Les Aspin                       | Bill Clinton                 |                                       | Général Colin Powell               | United States Army         | 1er octobre 1989           | 30 septembre 1993          | 4 ans                      |
|          | Les Aspin                       | Bill Clinton                 |                                       | Amiral David E. Jeremiah (intérim) | United States Navy         | 1er octobre 1993           | 24 octobre 1993            | 24 jours                   |
| 13       | Les Aspin                       | Bill Clinton                 |                                       | Général John Shalikashvili         | United States Army         | 25 octobre 1993            | 30 septembre 1997          | 3 ans, 11 mois et 5 jours  |
| 13       | William J. Perry                | Bill Clinton                 |                                       | Général John Shalikashvili         | United States Army         | 25 octobre 1993            | 30 septembre 1997          | 3 ans, 11 mois et 5 jours  |
| 13       | William S. Cohen                | Bill Clinton                 |                                       | Général John Shalikashvili         | United States Army         | 25 octobre 1993            | 30 septembre 1997          | 3 ans, 11 mois et 5 jours  |
| 14       |                                 | Bill Clinton                 | Général Hugh Shelton                  | United States Army                 | 1er octobre 1997           | 30 septembre 2001          | 4 ans                      |                            |
| 14       | Donald Rumsfeld                 | George W. Bush               | Général Hugh Shelton                  | United States Army                 | 1er octobre 1997           | 30 septembre 2001          | 4 ans                      |                            |
| 15       | Donald Rumsfeld                 | George W. Bush               |                                       | Général Richard B. Myers           | United States Air Force    | 1er octobre 2001           | 30 septembre 2005          | 4 ans                      |
| 16       | Donald Rumsfeld                 | George W. Bush               |                                       | Général Peter Pace                 | United States Marine Corps | 1er octobre 2005           | 30 septembre 2007          | 2 ans                      |
| 16       | Robert M. Gates                 | George W. Bush               |                                       | Général Peter Pace                 | United States Marine Corps | 1er octobre 2005           | 30 septembre 2007          | 2 ans                      |
| 17       |                                 | George W. Bush               | Amiral Michael Mullen                 | United States Navy                 | 1er octobre 2007           | 30 septembre 2011          | 4 ans                      |                            |
| 17       | Barack Obama                    |                              | Amiral Michael Mullen                 | United States Navy                 | 1er octobre 2007           | 30 septembre 2011          | 4 ans                      |                            |
| 17       | Leon Panetta                    |                              | Amiral Michael Mullen                 | United States Navy                 | 1er octobre 2007           | 30 septembre 2011          | 4 ans                      |                            |
| 18       |                                 | Général Martin Dempsey       | United States Army                    | 1er octobre 2011                   | 30 septembre 2015          | 4 ans                      |                            |                            |
| 18       | Chuck Hagel                     | Général Martin Dempsey       | United States Army                    | 1er octobre 2011                   | 30 septembre 2015          | 4 ans                      |                            |                            |
| 18       | Ashton Carter                   | Général Martin Dempsey       | United States Army                    | 1er octobre 2011                   | 30 septembre 2015          | 4 ans                      |                            |                            |
| 19       |                                 | Général Joseph Dunford       | United States Marine Corps            | 1er octobre 2015                   | 30 septembre 2019          | 4 ans                      |                            |                            |
| 19       | James Mattis                    | Général Joseph Dunford       | United States Marine Corps            | 1er octobre 2015                   | 30 septembre 2019          | 4 ans                      | Donald Trump               |                            |
| 19       | Mark Esper                      | Général Joseph Dunford       | United States Marine Corps            | 1er octobre 2015                   | 30 septembre 2019          | 4 ans                      | Donald Trump               |                            |
| 20       |                                 | Général Mark A. Milley       | United States Army                    | 1er octobre 2019                   | 30 septembre 2023          | 4 ans                      | Donald Trump               |                            |
| 20       | Christopher C. Miller (intérim) | Général Mark A. Milley       | United States Army                    | 1er octobre 2019                   | 30 septembre 2023          | 4 ans                      | Joe Biden                  |                            |
| 20       | Lloyd Austin                    | Général Mark A. Milley       | United States Army                    | 1er octobre 2019                   | 30 septembre 2023          | 4 ans                      | Joe Biden                  |                            |
| 21       |                                 | Général Charles Q. Brown Jr. | United States Air Force               | 1er octobre 2023                   | 21 février 2025            | 1 an, 4 mois et 20 jours   | Joe Biden                  |                            |
| 21       | Pete Hegseth                    | Général Charles Q. Brown Jr. | United States Air Force               | 1er octobre 2023                   | 21 février 2025            | 1 an, 4 mois et 20 jours   | Donald Trump               |                            |
|          | Pete Hegseth                    |                              | Amiral Christopher W. Grady (intérim) | United States Navy                 | 21 février 2025            | 11 avril 2025              | Donald Trump               | 1 mois et 21 jours         |
| 22       | Pete Hegseth                    |                              | Général Dan Caine                     | United States Air Force            | 11 avril 2025              | en fonction                | Donald Trump               | 3 mois et 29 jours         |

## Dans la fiction

### Littérature
- Dans la série de bandes dessinées XIII, plusieurs personnages sont tour à tour chef d'État-Major des armées:
  - Le général Benjamin Carrington est le premier chef d'État-Major des armées à apparaître. Dans l'adaptation en minisérie de la BD, il combine ce poste avec celui de sous-directeur de la NSA ;
  - Quand la Conspiration des XX tente son coup d'État, Carrington est brièvement remplacé par le numéro III de cette conjuration, le général Standwell (voir l'album Rouge Total) ;
  - Lorsque Carrington prend sa retraite, le général Wittaker lui succède en tant que chef d'État-Major des armées (voir l'album Le Jugement).

### Cinéma
- Dans le film La Chute de la Maison-Blanche (2013), l'amiral Joe Hoenig (joué par James Ingersoll) est chef d'État-Major des armées.
- Dans le film La Chute de Londres (2016), le général Edward Clegg (joué par Robert Forster) est chef d'État-Major des armées.
- Dans le film Hunter Killer (2018), l'amiral Charles Donnegan (joué par Gary Oldman) est chef d'État-Major des armées.
- Dans le film Wonder Woman 1984 (2020), le général Peterson (joué par Patrick Lyster) est chef d'État-Major des armées.

### Télévision
- Dans la série À la Maison-Blanche, le chef d'État-Major des armées est l'amiral Percy Fitzwallace (John Amos) puis le général Nicholas Alexander (Terry O'Quinn).
- Dans le téléfilm La Maison Blanche ne répond plus, le général Metzger est le chef d'État-Major des armées
- Dans la série télévisée Designated Survivor (2016), le général Harris Cochrane (joué par Kevin R. McNally) puis l'amiral Chernow (joué par Mykelti Williamson) sont chefs d'État-Major des armées.
- Dans la série télévisée Stargate SG-1, le général Francis Manyar (joué par James McDaniel), ainsi que le Général Maurice Vidrine (joué par Steven Williams) sont chef d'État-Major des armées.

### Jeux vidéo
- Dans le jeu vidéo Horizon Zero Dawn, le général Aaron Herres est le dernier chef d'État-Major des armées avant que les machines ne remportent la victoire.
- Dans le jeu vidéo Act of War: Direct Action et son extension High Treason, le général Kelly est le chef d'État-Major des armées.